# Guerino Vanoli Basket 2011-2012

## Verdetti stagionali
- Serie A:

stagione regolare: 10º posto su 17 squadre (14-18)

## Stagione
La stagione 2011-2012 della Guerino Vanoli Basket, sponsorizzata Vanoli-Braga, è la 3ª in Serie A.
Al termine della stagione sportiva 2010-11, il presidente Secondo Triboldi si dimette dalla sua carica, cedendo così i suoi titoli a diritto gratuito. Nel settembre 2011 Aldo Vanoli diventa presidente della squadra, denominandola Guerino Vanoli Basket, in onore del padre. La partnership con Braga prosegue e per il secondo anno consecutivo la squadra è denominata Vanoli Braga Cremona.
Per la stagione 2011-12 viene confermata gran parte della squadra dell'anno precedente: i lunghi Perković e Milić, gli esterni italiani D'Ercole e Cinciarini, e l'allenatore Tomo Mahorič. In entrata giungono a Cremona Jonathan Tabu, in sostituzione di E.J. Rowland, passato nel frattempo all'Club Baloncesto Málaga, il lungo bosniaco Edin Bavčić, la guardia Brandon Thomas dal campionato tedesco e soprattutto Von Wafer, giocatore proveniente dall'NBA, che è momentaneamente libero da contratto a causa del lockout.
L'inizio di campionato risulta però piuttosto deludente con quattro sconfitte e una sola vittoria, contro la neopromossa Casale Monferrato nelle prime cinque giornate . A causa di questi risultati dopo solo un mese di campionato viene esonerato Tomo Mahorič e al suo posto viene chiamato Attilio Caja, già allenatore della squadra cremonese nella seconda parte della stagione 2009-10. Durante i mesi successivi il roster viene profondamente cambiato: Bavčić e Thomas vengono tagliati a causa di prestazioni deludenti e nei primi giorni di dicembre Von Wafer torna in NBA al termine del lockout. Vengono aggiunti il rookie di Ohio State David Lighty, svincolato da Cantù dopo poche partite, la guardia americana Terrence Roderick da Forlì e l'esperto lungo greco Michalīs Kakiouzīs, uno dei protagonisti del primo scudetto della Montepaschi Siena e abituato a palcoscenici di alto livello. I risultati, nonostante alcune buone prestazioni, rimangono piuttosto altalenanti soprattutto fuori casa e la squadra rimane relegata nelle zone basse della classifica. Kakiouzis lascia la squadra dopo appena quattro partite, sostituito dal veterano Marko Tušek. Il 29 gennaio arriva la sconfitta interna contro Casale Monferrato, che sembra compromettere la permanenza nel massimo campionato e fa precipitare la Vanoli in ultima posizione. La società decide di operare un ultimo cambio per cercare di salvare la stagione: Roderick viene tagliato per far posto a Jason Rich, un altro ex canturino in arrivo dal campionato belga. La mossa si rivela vincente: a partire dall'inizio del mese di Febbraio la squadra, trascinata dall'ultimo arrivato Rich, infila nove vittorie nelle ultime tredici giornate di campionato imponendosi anche contro squadre di medio-alta classifica come la Virtus Bologna e l'Olimpia Milano. Grazie a questi risultati il team cremonese riesce a salvarsi con diverse giornate d'anticipo concludendo la stagione al 10º posto, miglior risultato in serie A, sfiorando anche i playoff. La Vanoli stabilisce anche il record societario per punti (28) e vittorie (14) nella massima serie.

## Mercato
| Arrivi | Arrivi         | Arrivi         | Arrivi     |
| R      | Nome           | da             | Modalità   |
| ------ | -------------- | -------------- | ---------- |
| P      | Jonathan Tabu  | Pall. Cantù    | prestito   |
| GA     | Von Wafer      | Boston Celtics | definitivo |
| GA     | Brandon Thomas | Braunschweig   | definitivo |
| C      | Edin Bavčić    | Aris Salonicco | definitivo |

| Partenze | Partenze        | Partenze        | Partenze       |
| R        | Nome            | a               | Modalità       |
| -------- | --------------- | --------------- | -------------- |
| AG       | Andrea Conti    | Pall. Pavia     | fine contratto |
| P        | E.J. Rowland    | Málaga          | fine contratto |
| G        | Matteo Formenti | N.B. Brindisi   | fine contratto |
| C        | Blagota Sekulić | Murcia          | fine contratto |
| G        | Je'Kel Foster   | Bayern Monaco   | fine contratto |
| AG       | Joel Zacchetti  | Free agent      | fine contratto |
| A        | Artur Drozdov   | Azov. Mariupol' | fine contratto |

## Risultati

### Serie A

#### Regular season

##### Girone di andata
| Arbitri: | Roberto Chiari Stefano Ursi Claudio Di Toro |

|                                 |            |                                             |
| Cinciarini 13 Wafer 12 Milič 11 | Punti      | 15 Leunen 14 Mazzarino 12 Cinciarini, Micov |
| Tabu 2                          | Assist     | 3 Leunen, Micov                             |
| Perković 7                      | Rimbalzi   | 8 Micov                                     |
| Tomo Mahorič                    | Allenatori | Andrea Trinchieri                           |

| Casale Monferrato 16 ottobre 2011, ore 18:15 UTC+2 2ª giornata | Junior Casale | 73 – 74 | Vanoli Cremona | PalaFerraris |

| Cremona 23 ottobre 2011, ore 18:15 UTC+2 3ª giornata | Vanoli Cremona | 89 – 92 | Dinamo Sassari | PalaRadi |

| Casalecchio di Reno 30 ottobre 2011, ore 18:15 UTC+1 4ª giornata | Virtus Bologna | 80 – 78 | Vanoli Cremona | Unipol Arena |

| Cremona 6 novembre 2011, ore 18:15 UTC+1 5ª giornata | Vanoli Cremona | 58 – 79 | Pall. Biella | PalaRadi |

| Roma 13 novembre 2011, ore 18:15 UTC+1 6ª giornata | Virtus Roma | 85 – 78 | Vanoli Cremona | Palazzetto dello Sport |

| Teramo 20 novembre 2011, ore 18:15 UTC+1 7ª giornata | Teramo Basket | 72 – 74 | Vanoli Cremona | PalaScapriano |

| Cremona 27 novembre 2011, ore 18:15 UTC+1 8ª giornata | Vanoli Cremona | 66 – 102 | Mens Sana Siena | PalaRadi |

| Assago 4 dicembre 2011, ore 18:15 UTC+1 9ª giornata | Olimpia Milano | 80 – 66 | Vanoli Cremona | Mediolanum Forum |

| Cremona 11 dicembre 2011, ore 18:15 UTC+1 10ª giornata | Vanoli Cremona | 77 – 70 | Juvecaserta | PalaRadi |

| Cremona 18 dicembre 2011, ore 18:15 UTC+1 11ª giornata | Vanoli Cremona | 78 – 81 | V.L. Pesaro | PalaRadi |

| Villorba 27 dicembre 2011, ore 20:30 UTC+1 12ª giornata | Reyer Venezia | 83 – 70 | Vanoli Cremona | PalaVerde |

| Cremona 30 dicembre 2011, ore 20:30 UTC+1 13ª giornata | Vanoli Cremona | 76 – 72 | Sutor Montegranaro | PalaRadi |

| Avellino 3 gennaio 2012, ore 20:30 UTC+1 14ª giornata | Scandone Avellino | 64 – 62 | Vanoli Cremona | PalaDelMauro |

| Cremona 8 gennaio 2012, ore 18:15 UTC+1 15ª giornata | Vanoli Cremona | 69 – 61 | Pall. Varese | PalaRadi |

| Villorba 14 gennaio 2012, ore 20:30 UTC+1 17ª giornata | Pall. Treviso | 68 – 62 | Vanoli Cremona | PalaVerde |

##### Girone di ritorno
| Cucciago 22 gennaio 2012, ore 18:15 UTC+1 1ª giornata | Pall. Cantù | 83 – 73 | Vanoli Cremona | Mapooro Arena |

| Cremona 29 gennaio 2012, ore 18:15 UTC+1 2ª giornata | Vanoli Cremona | 73 – 74 (d.1t.s.) | Junior Casale | PalaRadi |

| Sassari 5 febbraio 2012, ore 18:15 UTC+1 3ª giornata | Dinamo Sassari | 91 – 76 | Vanoli Cremona | PalaSerradimigni |

| Cremona 11 febbraio 2012, ore 16:10 UTC+1 4ª giornata | Vanoli Cremona | 83 – 80 | Virtus Bologna | PalaRadi |

| Biella 26 febbraio 2012, ore 18:15 UTC+1 5ª giornata | Pall. Biella | 73 – 62 | Vanoli Cremona | Biella Forum |

| Cremona 4 marzo 2012, ore 18:15 UTC+1 6ª giornata | Vanoli Cremona | 87 – 71 | Virtus Roma | PalaRadi |

| Cremona 7 marzo 2012, ore 20:30 UTC+1 7ª giornata | Vanoli Cremona | 84 – 79 | Teramo Basket | PalaRadi |

| Siena 15 marzo 2012, ore 20:30 UTC+1 8ª giornata | Mens Sana Siena | 79 – 61 | Vanoli Cremona | PalaEstra |

| Cremona 25 marzo 2012, ore 18:15 UTC+1 9ª giornata | Vanoli Cremona | 77 – 73 | Olimpia Milano | PalaRadi |

| Caserta 1º aprile 2012, ore 18:15 UTC+2 10ª giornata | Juvecaserta | 74 – 77 | Vanoli Cremona | PalaMaggiò |

| Pesaro 9 aprile 2012, ore 20:30 UTC+2 11ª giornata | V.L. Pesaro | 86 – 64 | Vanoli Cremona | Adriatic Arena |

| Cremona 15 aprile 2012, ore 18:15 UTC+2 12ª giornata | Vanoli Cremona | 89 – 80 | Reyer Venezia | PalaRadi |

| Ancona 21 aprile 2012, ore 20:30 UTC+2 13ª giornata | Sutor Montegranaro | 66 – 73 | Vanoli Cremona | PalaRossini |

| Cremona 25 aprile 2012, ore 18:15 UTC+2 14ª giornata | Vanoli Cremona | 83 – 55 | Scandone Avellino | PalaRadi |

| Varese 29 aprile 2012, ore 18:15 UTC+2 15ª giornata | Pall. Varese | 78 – 66 | Vanoli Cremona | PalaWhirlpool |

| Cremona 6 maggio 2012, ore 18:15 UTC+2 17ª giornata | Vanoli Cremona | 84 – 82 | Pall. Treviso | PalaRadi |

## Statistiche

### Statistiche di squadra
| Competizione | Punti | In casa | In casa | In casa | In casa | In casa | In trasferta | In trasferta | In trasferta | In trasferta | In trasferta | Totale | Totale | Totale | Totale | Totale | Totale |
| Competizione | Punti | G       | V       | P       | PF      | PS      | G            | V            | P            | PF           | PS           | G      | V      | P      | PF     | PS     | DIF    |
| ------------ | ----- | ------- | ------- | ------- | ------- | ------- | ------------ | ------------ | ------------ | ------------ | ------------ | ------ | ------ | ------ | ------ | ------ | ------ |
| Serie A      | 28    | 16      | 10      | 6       | 1233    | 1223    | 16           | 4            | 12           | 1116         | 1239         | 32     | 14     | 18     | 2349   | 2462   | -113   |
| Totale       | 28    | 16      | 10      | 6       | 1233    | 1223    | 16           | 4            | 12           | 1116         | 1239         | 32     | 14     | 18     | 2349   | 2462   | -113   |

### Andamento in campionato
| Giornata  | 1  | 2  | 3  | 4  | 5  | 6  | 7  | 8  | 9  | 10 | 11 | 12 | 13 | 14 | 15 | 16 | 17 | 18 | 19 | 20 | 21 | 22 | 23 | 24 | 25 | 26 | 27 | 28 | 29 | 30 | 31 | 32 | 33 | 34 |
| --------- | -- | -- | -- | -- | -- | -- | -- | -- | -- | -- | -- | -- | -- | -- | -- | -- | -- | -- | -- | -- | -- | -- | -- | -- | -- | -- | -- | -- | -- | -- | -- | -- | -- | -- |
| Luogo     | C  | T  | C  | T  | C  | T  | T  | C  | T  | C  | C  | T  | C  | T  | C  |    | T  | T  | C  | T  | C  | T  | C  | C  | T  | C  | T  | T  | C  | T  | C  | T  |    | C  |
| Risultato | P  | V  | P  | P  | P  | P  | V  | P  | P  | V  | P  | P  | V  | P  | V  | R  | P  | P  | P  | P  | V  | P  | V  | V  | P  | V  | V  | P  | V  | V  | V  | P  | R  | V  |
| Posizione | 14 | 12 | 13 | 14 | 16 | 16 | 14 | 14 | 15 | 15 | 16 | 16 | 16 | 16 | 15 | 15 | 16 | 16 | 16 | 17 | 16 | 16 | 15 | 15 | 15 | 15 | 15 | 15 | 15 | 13 | 9  | 11 | 12 | 10 |

Fonte:  Classifica Serie A , su web.legabasket.it, Lega Basket.
Legenda:

Luogo: C = Casa; T = Trasferta. Risultato: V = Vittoria; N = Pareggio; P = Sconfitta.

### Statistiche dei giocatori
| Giocatore     | Serie A | Serie A | Serie A | Serie A |
| Giocatore     | PG      | PTI     | AST     | RIM     |
| ------------- | ------- | ------- | ------- | ------- |
| R. Antonelli  | 19      | 7       | 0       | 15      |
| E. Bavčić     | 3       | 9       | 1       | 11      |
| F. Belloni    | 1       | 2       | 0       | 0       |
| D. Cinciarini | 32      | 329     | 22      | 87      |
| L. D'Ercole   | 32      | 118     | 18      | 36      |
| M. Kakiouzīs  | 4       | 34      | 1       | 21      |
| S. Kuzminskas | 3       | 12      | 1       | 11      |
| D. Lighty     | 23      | 246     | 28      | 112     |
| M. Lottici    | 2       | 0       | 0       | 1       |
| A. Mazic      | 2       | 0       | 0       | 1       |
| M. Milič      | 32      | 408     | 35      | 203     |
| J. Perković   | 32      | 214     | 34      | 194     |
| J. Rich       | 14      | 224     | 28      | 47      |
| T. Roderick   | 11      | 78      | 16      | 41      |
| J. Tabu       | 32      | 332     | 91      | 110     |
| B. Thomas     | 7       | 29      | 5       | 19      |
| M. Tušek      | 19      | 126     | 9       | 65      |
| V. Wafer      | 9       | 181     | 16      | 29      |